# Evolução do Colégio dos Cardeais sob o pontificado de Pio VII
Este artigo apresenta as evoluções dentro do Sacro Colégio ou Colégio dos Cardeais durante o pontificado do Papa Pio VII, desde a abertura do conclave que o elegeu, em Veneza, em 1 de Dezembro de 1799 até a morte dele em 20 de agosto de 1823.

## Composição por Consistório
| Concistoro                    | 1799-1800 | 1823 |
| ----------------------------- | --------- | ---- |
| Abril 1747                    | 1         |      |
| Julho 1747                    | 1         |      |
| Consistórios de Bento XIV     | 2         |      |
| Novembro 1761                 | 1         |      |
| Consistórios de Clemente XIII | 1         |      |
| Abril 1773                    | 2         |      |
| Consistórios de Clemente XIV  | 2         |      |
| Abril 1775                    | 1         |      |
| Abril 1776                    | 1         |      |
| Maio 1776                     | 1         |      |
| Junho 1777                    | 3         |      |
| Junho 1778                    | 4         |      |
| Julho 1779                    | 2         |      |
| Dezembro 1782                 | 1         |      |
| Setembro 1784                 | 1         |      |
| Fevereiro 1785                | 7         |      |
| Dezembro 1786                 | 1         |      |
| Janeiro 1787                  | 1         |      |
| Abril 1788                    | 1         |      |
| Março 1789                    | 6         |      |
| Agosto 1789                   | 1         |      |
| Setembro 1791                 | 1         | 1    |
| Junho 1792                    | 1         |      |
| Fevereiro 1794                | 7         |      |
| Junho 1795                    | 1         | 1    |
| Consistórios de Pio VI        | 40        | 2    |
| Agosto 1800                   |           | 1    |
| Fevereiro 1801                |           | 7    |
| Janeiro 1803                  |           | 1    |
| Julho 1803                    |           | 1    |
| Março 1804                    |           | 1    |
| Agosto 1807                   |           | 1    |
| Março 1816                    |           | 18   |
| Setembro 1816                 |           | 1    |
| Julho 1817                    |           | 1    |
| Outubro 1817                  |           | 1    |
| Abril 1818                    |           | 1    |
| Junho 1819                    |           | 1    |
| Setembro 1819                 |           | 2    |
| Dezembro 1822                 |           | 1    |
| Março 1823                    |           | 12   |
| Maio 1823                     |           | 1    |
| Consistórios de Pio VII       |           | 51   |
| Total                         | 45        | 53   |

## Evolução numérica durante o pontificado
| Data       | Evento                                                                     | total |
| ---------- | -------------------------------------------------------------------------- | ----- |
| 01/12/1799 | Cardeais no momento da Conclave de 1799-1800                               | 45    |
| 14/03/1800 | Eleição Papal do Cardeal Barnaba Niccolò Chiaramonti como Papa Pio VII     | 44    |
| 08/04/1800 | Morte do Cardeal Andrea Gioannetti O.S.B.Cam. (78 anos)                    | 43    |
| 13/07/1800 | Morte do cardeal Giovanni Battista Bussi de Pretis (78 anos)               | 42    |
| 11/08/1800 | criação de 2 Cardeais:                                                     | 44    |
| 11/08/1800 | Diego Innico Caracciolo                                                    | 44    |
| 11/08/1800 | Ercole Consalvi                                                            | 44    |
| 23/09/1800 | Morte do Cardeal Dominique de La Rochefoucald (87 anos)                    | 43    |
| 20/10/1800 | criação de 1 Cardeais:                                                     | 44    |
| 20/10/1800 | Luís Maria de Bourbon                                                      | 44    |
| 27/10/1800 | Morte do cardeal Vincenzo Ranuzzi (74 anos)                                | 43    |
| 23/02/1801 | criação de 13 Cardeais + 11 In Pectore:                                    | 56    |
| 23/02/1801 | Giuseppe Firrao, Jr.                                                       | 56    |
| 23/02/1801 | Ferdinando Maria Saluzzo                                                   | 56    |
| 23/02/1801 | Luigi Ruffo Scilla                                                         | 56    |
| 23/02/1801 | Bartolomeo Pacca, Sr.                                                      | 56    |
| 23/02/1801 | Cesare Brancadoro                                                          | 56    |
| 23/02/1801 | Giovanni Filippo Gallarati Scotti                                          | 56    |
| 23/02/1801 | Filippo Casoni                                                             | 56    |
| 23/02/1801 | Girolamo della Porta                                                       | 56    |
| 23/02/1801 | Giulio Gabrielli, Jr.                                                      | 56    |
| 23/02/1801 | Francesco Mantica                                                          | 56    |
| 23/02/1801 | Valentino Mastrozzi                                                        | 56    |
| 23/02/1801 | Giuseppe Albani                                                            | 56    |
| 23/02/1801 | Marino Carafa do Belvedere                                                 | 56    |
| 28/09/1801 | Revelação 3 In Pectore:                                                    | 59    |
| 28/09/1801 | Antonio Felice Zondadari, Jr.                                              | 59    |
| 28/09/1801 | Lorenzo Litta                                                              | 59    |
| 28/09/1801 | Michelangelo Luchi, O.S.B.                                                 | 59    |
| 13/12/1801 | Morte do cardeal Muzio Gallo (80 anos)                                     | 58    |
| 19/12/1801 | Morte do Cardeal Francesco Saverio de Zelada (84 anos)                     | 57    |
| 28/12/1801 | Morte do Cardeal Giovanni Rinucci (58 anos)                                | 56    |
| 31/12/1801 | Morte do cardeal Giuseppe Maria Capece Zurlo, C.R. (90 anos)               | 55    |
| 13/04/1802 | Morte do Cardeal Francesco Mantica (74 anos)                               | 54    |
| 29/03/1802 | Revelação 2 In Pectore:                                                    | 56    |
| 29/03/1802 | Carlo Crivelli                                                             | 56    |
| 29/03/1802 | Giuseppe Spina                                                             | 56    |
| 01/07/1802 | Morte do cardeal Carlo Livizzani Forni (79 anos)                           | 55    |
| 09/08/1802 | Criação de 1 Cardeal + Revelação 3 In Pectore:                             | 59    |
| 09/08/1802 | Domenico Pignatelli de Belmonte, C.R.                                      | 59    |
| 09/08/1802 | Michele di Pietro                                                          | 59    |
| 09/08/1802 | Carlo Francesco Maria Caselli, O.S.M.                                      | 59    |
| 09/08/1802 | Alphonse-Hubert de Latier de Bayane                                        | 59    |
| 12/08/1802 | Morte do Cardeal Hyacinthe Sigismond Gerdil B. (84 anos)                   | 58    |
| 29/09/1802 | Morte do Cardeal Michelangelo Luchi, O.S.B. (58 anos)                      | 57    |
| 07/12/1802 | Morte do cardeal Carlo Giuseppe Filippa della Martiniana (78 anos)         | 56    |
| 17/01/1803 | Criação de 7 Cardeal + Revelação 3 In Pectore:                             | 66    |
| 17/01/1803 | Francesco Maria Locatelli                                                  | 66    |
| 17/01/1803 | Giovanni Castiglione                                                       | 66    |
| 17/01/1803 | Charles Erskine                                                            | 66    |
| 17/01/1803 | Jean de Dieu-Raymond de Cucé de Boisgelin                                  | 66    |
| 17/01/1803 | Anton Theodor Colloredo-Waldsee-Mels                                       | 66    |
| 17/01/1803 | Pietro Antonio Zorzi                                                       | 66    |
| 17/01/1803 | Diego Gregorio Cadello                                                     | 66    |
| 17/01/1803 | Jean-Baptiste de Belloy                                                    | 66    |
| 17/01/1803 | Étienne Hubert de Cambacérès                                               | 66    |
| 17/01/1803 | Joseph Fesch                                                               | 66    |
| 05/02/1803 | Morte do Cardeal Domenico Pignatelli de Belmonte, C.R. (72 anos)           | 65    |
| 16/02/1803 | Morte do Cardeal Louis-René-Édouard de Rohan-Guéménée (68 anos)            | 64    |
| 14/04/1803 | Morte do Cardeal Christoph Anton von Migazzi (88 anos)                     | 63    |
| 16/05/1803 | Criação de 1 Cardeal + 1 In Pectore:                                       | 64    |
| 16/05/1803 | Miguel Carlos José de Noronha e Silva Abranches                            | 64    |
| 11/07/1803 | Criação de 2 Cardeais + Revelação 1 In Pectore:                            | 67    |
| 11/07/1803 | Luigi Gazzoli                                                              | 67    |
| 11/07/1803 | Antonio Despuig y Dameto                                                   | 67    |
| 11/07/1803 | Pietro Francesco Galleffi                                                  | 67    |
| 12/08/1803 | Morte do Cardeal Ignazio Busca (71 anos)                                   | 66    |
| 06/09/1803 | Morte do Cardeal Miguel Carlos José de Noronha e Silva Abranches (58 anos) | 65    |
| 15/09/1803 | Morte do Cardeal Gian Francesco Albani (83 anos)                           | 64    |
| 17/12/1803 | Morte do Cardeal Pietro Antonio Zorzi, C.R.S. (58 anos)                    | 63    |
| 29/02/1804 | Morte do Cardeal Ludovico Flangini (70 anos)                               | 62    |
| 26/03/1804 | Criação de 1 Cardeal:                                                      | 63    |
| 26/03/1804 | Carlo Oppizzoni                                                            | 63    |
| 17/04/1804 | Morte do Cardeal Francisco Antonio de Lorenzana (81 anos)                  | 62    |
| 01/06/1804 | Morte do cardeal František Herzan von Harras (69 anos)                     | 61    |
| 11/06/1804 | Morte do cardeal Johann Heinrich von Frankenberg (77 anos)                 | 60    |
| 22/08/1804 | Morte do Cardeal Jean de Dieu-Raymond de Cucé de Boisgelin (72 anos)       | 59    |
| 23/11/1804 | Morte do Cardeal Stefano Borgia (72 anos)                                  | 58    |
| 05/11/1805 | Morte do Cardeal Giovanni Andrea Archetti (74 anos)                        | 57    |
| 14/04/1806 | Morte do Cardeal Antonino de Sentmenat y Castellá (71 anos)                | 56    |
| 05/07/1807 | Morte do Cardeal Diego Gregorio Cadello (72 anos)                          | 55    |
| 13/07/1807 | Morte do Cardeal Henrique Benedito Stuart (82 anos)                        | 54    |
| 12/08/1807 | Morte do Cardeal Bernardino Honorati (83 anos)                             | 53    |
| 24/08/1807 | Criação de 1 Cardeal In pectore:                                           | 52    |
| 24/08/1807 | Renuncia do Cardeal Marino Carafa do Belvedere                             | 52    |
| 27/08/1807 | Morte do Cardeal Guido Calcagnini (81 anos)                                | 51    |
| 11/02/1808 | Morte do Cardeal José Francisco Miguel António de Mendonça (82 anos)       | 50    |
| 10/06/1808 | Morte do Cardeal Jean-Baptiste de Belloy (98 anos)                         | 49    |
| 17/06/1808 | Morte do Cardeal Louis-Joseph de Montmorency-Laval (83 anos)               | 48    |
| 09/08/1808 | Morte do Cardeal Carlo Bellisomi (72 anos)                                 | 47    |
| 29/12/1808 | Morte do cardeal Luigi Valenti Gonzaga (83 anos)                           | 46    |
| 13/05/1809 | Morte do Cardeal Valentino Mastrozzi (74 anos)                             | 45    |
| 23/06/1809 | Morte do Cardeal Luigi Gazzoli (79 anos)                                   | 44    |
| 21/06/1810 | Morte do Cardeal Giovanni Battista Caprara (77 anos)                       | 43    |
| 28/08/1810 | Morte do Cardeal Filippo Carandini (80 anos)                               | 42    |
| 23/01/1811 | Morte do Cardeal Leonardo Antonelli (80 anos)                              | 41    |
| 13/02/1811 | Morte do Cardeal Francesco Maria Locatelli (83 anos)                       | 40    |
| 20/03/1811 | Morte do Cardeal Charles Erskine (72 anos)                                 | 39    |
| 21/03/1811 | Morte do Cardeal Ippolito Antonio Vincenti Mareri (73 anos)                | 38    |
| 12/09/1811 | Morte do Cardeal Anton Theodor Colloredo-Waldsee-Mels (82 anos)            | 37    |
| 09/10/1811 | Morte do Cardeal Filippo Casoni (78 anos)                                  | 36    |
| 05/09/1812 | Morte do Cardeal Girolamo della Porta (65 anos)                            | 35    |
| 06/09/1812 | Morte do Cardeal Aurelio Roverella (64 anos)                               | 34    |
| 02/05/1813 | Morte do Cardeal Antonio Despuig y Dameto (67 anos)                        | 33    |
| 09/01/1815 | Morte do Cardeal Giovanni Castiglione (72 anos)                            | 32    |
| 14/08/1815 | Morte do cardeal Francesco Maria Pignatelli (71 anos)                      | 31    |
| 16/02/1816 | Morte do cardeal Giuseppe Maria Doria Pamphilj (64 anos)                   | 30    |
| 08/03/1816 | Criação de 21 Cardeais + 10 In Pectore:                                    | 51    |
| 08/03/1816 | Annibale della Genga (futuro Papa Leão XII)                                | 51    |
| 08/03/1816 | Pietro Gravina                                                             | 51    |
| 08/03/1816 | Domenico Spinucci                                                          | 51    |
| 08/03/1816 | Lorenzo Caleppi                                                            | 51    |
| 08/03/1816 | Antonio Gabriele Severoli                                                  | 51    |
| 08/03/1816 | Giuseppe Morozzo Della Rocca                                               | 51    |
| 08/03/1816 | Tommaso Arezzo                                                             | 51    |
| 08/03/1816 | Francesco Saverio Castiglioni (futuro Papa Pio VIII)                       | 51    |
| 08/03/1816 | Carlo Andrea Pelagallo                                                     | 51    |
| 08/03/1816 | Benedetto Naro                                                             | 51    |
| 08/03/1816 | Francisco Antonio Javier de Gardoqui Arriquíbar                            | 51    |
| 08/03/1816 | Dionisio Bardaxí y Azara                                                   | 51    |
| 08/03/1816 | Antonio Lamberto Rusconi                                                   | 51    |
| 08/03/1816 | Emmanuele de Gregorio                                                      | 51    |
| 08/03/1816 | Giovanni Battista Zauli                                                    | 51    |
| 08/03/1816 | Nicola Riganti                                                             | 51    |
| 08/03/1816 | Alessandro Malvasia                                                        | 51    |
| 08/03/1816 | Francesco Fontana                                                          | 51    |
| 08/03/1816 | Giovanni Caccia-Piatti                                                     | 51    |
| 08/03/1816 | Alessandro Lante Montefeltro della Rovere                                  | 51    |
| 08/03/1816 | Pietro Vidoni, Jr.                                                         | 51    |
| 22/07/1816 | Revelação 5 In Pectore:                                                    | 56    |
| 22/07/1816 | Camillo de Simone                                                          | 56    |
| 22/07/1816 | Giovanni Battista Quarantotti                                              | 56    |
| 22/07/1816 | Giorgio Doria Pamfilj Landi                                                | 56    |
| 22/07/1816 | Luigi Ercolani                                                             | 56    |
| 22/07/1816 | Stanislao Sanseverino                                                      | 56    |
| 23/09/1816 | Criação de 4 Cardeais + 1 Revelação In Pectore:                            | 61    |
| 23/09/1816 | Pedro de Quevedo y Quintano                                                | 61    |
| 23/09/1816 | Francisco Antonio Cebrián y Valdá                                          | 61    |
| 23/09/1816 | Maria-Thaddäus von Trauttmansdorf Weinsberg                                | 61    |
| 23/09/1816 | Franziskus Xaver von Salm-Reifferscheidt                                   | 61    |
| 23/09/1816 | Paolo Giuseppe Solaro                                                      | 61    |
| 03/11/1816 | Morte do Cardeal Ferdinando Maria Saluzzo (71 anos)                        | 60    |
| 10/01/1817 | Morte do Cardeal Lorenzo Caleppi (75 anos)                                 | 59    |
| 30/04/1817 | Morte do Cardeal Romoaldo Braschi-Onesti (63 anos)                         | 58    |
| 10/05/1817 | Morte do Cardeal Jean-Siffrein Maury (70 anos)                             | 57    |
| 28/07/1817 | Criação de 3 Cardeais + 2 Revelação In Pectore:                            | 62    |
| 28/07/1817 | Francesco Cesarei Leoni                                                    | 62    |
| 28/07/1817 | Antonio Lante Montefeltro della Rovere                                     | 62    |
| 28/07/1817 | Alexandre Angélique de Talleyrand-Périgord                                 | 62    |
| 28/07/1817 | César Guillaume de La Luzerne                                              | 62    |
| 28/07/1817 | Louis-François de Bausset-Roquefort                                        | 62    |
| 01/10/1817 | Criação de 1 Cardeais + 1 Revelação In Pectore:                            | 64    |
| 01/10/1817 | Lorenzo Prospero Bottini                                                   | 64    |
| 01/10/1817 | Agostino Rivarola                                                          | 64    |
| 23/10/1817 | Morte do Cardeal Antonio Lante Montefeltro della Rovere (79 anos)          | 63    |
| 31/12/1817 | Morte do Cardeal Camillo de Simone (80 anos)                               | 62    |
| 19/01/1818 | Morte do Cardeal Carlo Crivelli (81 anos)                                  | 61    |
| 28/03/1818 | Morte do Cardeal Pedro de Quevedo y Quintano (82 anos)                     | 60    |
| 06/04/1818 | Criação de 1 Cardeal + 2 Revelação In Pectore:                             | 63    |
| 06/04/1818 | Francesco Guidobono Cavalchini                                             | 63    |
| 06/04/1818 | Fabrizio Sceberras Testaferrata                                            | 63    |
| 06/04/1818 | Johann Casimir Häffelin                                                    | 63    |
| 14/07/1818 | Morte do Cardeal Alessandro Lante Montefeltro della Rovere (55 anos)       | 62    |
| 27/07/1818 | Morte do Cardeal Alphonse-Hubert de Latier de Bayane (78 anos)             | 61    |
| 11/08/1818 | Morte do Cardeal Lorenzo Prospero Bottini (81 anos)                        | 60    |
| 20/09/1818 | Morte do Cardeal Francesco Carafa della Spina di Traetto (96 anos)         | 59    |
| 19/10/1818 | Morte do Cardeal Antonio Dugnani (70 anos)                                 | 58    |
| 25/10/1818 | Morte do Cardeal Étienne Hubert de Cambacérès (62 anos)                    | 57    |
| 20/01/1819 | Morte do Cardeal Maria-Thaddäus von Trauttmansdorf Weinsberg (57 anos)     | 56    |
| 04/06/1819 | Criação de 1 Cardeal:                                                      | 57    |
| 04/06/1819 | Arquiduque Rudolfo da Áustria                                              | 57    |
| 21/07/1819 | Morte do Cardeal Giovanni Battista Zauli (75 anos)                         | 56    |
| 12/09/1819 | Morte do Cardeal Alessandro Malvasia (71 anos)                             | 55    |
| 27/09/1819 | Criação de 2 Cardeais:                                                     | 57    |
| 27/09/1819 | Carlos da Cunha e Menezes                                                  | 57    |
| 27/09/1819 | Cesare Guerrieri Gonzaga                                                   | 57    |
| 06/10/1819 | Morte do Cardeal Giovanni Filippo Gallarati Scotti (72 anos)               | 56    |
| 24/01/1820 | Morte do Cardeal Diego Innico Caracciolo (60 anos)                         | 55    |
| 27/01/1820 | Morte do Cardeal Francisco Antonio Javier de Gardoqui Arriquíbar (72 anos) | 54    |
| 10/02/1820 | Morte do Cardeal Francisco Antonio Cebrián y Valdá (75 anos)               | 53    |
| 20/04/1820 | Morte do Cardeal Alessandro Mattei (76 anos)                               | 52    |
| 01/05/1820 | Morte do Cardeal Lorenzo Litta (64 anos)                                   | 51    |
| 15/09/1820 | Morte do Cardeal Giovanni Battista Quarantotti (86 anos)                   | 50    |
| 31/01/1821 | Morte do Cardeal Antonio Maria Doria Pamphilj (71 anos)                    | 49    |
| 21/06/1821 | Morte do Cardeal César Guillaume de La Luzerne (82 anos)                   | 48    |
| 22/07/1821 | Morte do Cardeal Michele di Pietro (74 anos)                               | 47    |
| 20/10/1821 | Morte do Cardeal Alexandre Angélique de Talleyrand-Périgord (85 anos)      | 46    |
| 19/03/1822 | Morte do Cardeal Francesco Fontana, B. (71 anos)                           | 45    |
| 19/04/1822 | Morte do Cardeal Franziskus Xaver von Salm-Reifferscheidt (73 anos)        | 44    |
| 31/08/1822 | Morte do Cardeal Nicola Riganti (78 anos)                                  | 43    |
| 06/09/1822 | Morte do Cardeal Carlo Andrea Pelagallo (75 anos)                          | 42    |
| 22/09/1822 | Morte do Cardeal Giulio Gabrielli, o Novo (74 anos)                        | 41    |
| 02/12/1822 | Criação de 1 Cardeal:                                                      | 42    |
| 02/12/1822 | Anne-Antoine-Jules de Clermont-Tonnerre                                    | 42    |
| 10/03/1823 | Criação de 12 Cardeais + 1 In Pectore:                                     | 54    |
| 10/03/1823 | Francesco Bertazzoli                                                       | 54    |
| 10/03/1823 | Giovanni Francesco Falzacappa                                              | 54    |
| 10/03/1823 | Antonio Pallotta                                                           | 54    |
| 10/03/1823 | Francesco Serlupi Crescenzi                                                | 54    |
| 10/03/1823 | Carlo Maria Pedicini                                                       | 54    |
| 10/03/1823 | Luigi Pandolfi                                                             | 54    |
| 10/03/1823 | Fabrizio Turriozzi                                                         | 54    |
| 10/03/1823 | Ercole Dandini                                                             | 54    |
| 10/03/1823 | Carlo Odescalchi                                                           | 54    |
| 10/03/1823 | Antonio Frosini                                                            | 54    |
| 10/03/1823 | Tommaso Riario Sforza                                                      | 54    |
| 10/03/1823 | Viviano Orfini                                                             | 54    |
| 19/03/1823 | Morte do Cardeal Luís Maria de Bourbon (45 anos)                           | 53    |
| 13/04/1823 | Morte do Cardeal Antonio Felice Zondadari (83 anos)                        | 52    |
| 08/05/1823 | Morte do Cardeal Viviano Orfini (71 anos)                                  | 51    |
| 16/05/1823 | Criação de 1 Cardeal + 1 Revelação In Pectore:                             | 53    |
| 16/05/1823 | Giacinto Placido Zurla, O.S.B.Cam.                                         | 53    |
| 16/05/1823 | Anne-Louis-Henri de La Fare                                                | 53    |
| 20/08/1823 | Morte do Papa Pio VII (81 anos)                                            | 53    |